# Benrather Straße (Düsseldorf)
Die Benrather Straße, von 1933 bis 1945 Hermann-Göring-Straße genannt, ist eine Straße im alten Ortskern von Düsseldorf, die bei einer Erweiterung der Stadt innerhalb der damaligen Befestigungsanlagen angelegt wurde. Sie ist eine West-Ost-Verbindung, die vom Stadtteil Carlstadt (früher auch Carlsstadt oder Karlstadt geschrieben) zum Stadtteil Stadtmitte führt.

## Name und Lage
Die Benrather Straße beginnt im Westen am Maxplatz und endet im Osten an der Westseite der Königsallee und dem Stadtgraben. Über Letztere führt als Fortsetzung die Benrather Brücke mit der Steinstraße. Der Name bezieht sich auf das ehemalige Dorf Benrath, in dem Kurfürst Karl Theodor von der Pfalz ein neues Lustschloss als Witwensitz für seine Ehefrau, die Kurfürstin Elisabeth Auguste, hatte bauen lassen. Die südliche Begrenzung des befestigten und weitgehend überdachten Carlsplatzes liegt an der Benrather Straße zwischen Bilker Straße und Hohestraße. Weitere Querstraßen sind die Kasernenstraße, die Breite Straße und der westliche Teil der Königsallee.

## Infrastruktur
Vom Maxplatz bis zur Bilker Straße ist die Benrather Straße eine Einbahnstraße Richtung Carlsplatz mit einer Spur für den Autoverkehr, einer Spur für PKW-Parken und einer Spur für Radfahrer. Die hier errichteten Gebäude sind Miethäuser und besitzen zum Teil Geschäfte und Cafés in den Eckgebäuden an der Bilker Straße und gegenüber Ecke Carlsplatz. Ab der Kreuzung mit der Bilker Straße ist die Straße die südliche Begrenzung des Carlsplatzes. Auf der Südwestseite liegt im Eckhaus an der Bilker Straße ein Hotel und danach ist bis zur Kreuzung mit der Hohe Straße ein Parkhaus vorhanden. Die Straße besitzt am Rande des Platzbereiches für den Autoverkehr zwei Spuren mit einer zusätzlichen Abbiegespur für die Einfahrt in das Parkhaus.
Nach der Hohe Straße verbreitert sich die Straße auf drei Autospuren. Auf der Nordseite zwischen Bürgersteig und Straße liegt der westliche Zugang für den U-Bahnhof Benrather Straße. Ab Kreuzung mit der Kasernenstraße ist zusätzlich ein schmaler verkehrsfreier Mittelstreifen und der östliche Zugang für den U-Bahnhof Benrather Straße vorhanden. Nach der Kreuzung mit der Breite Straße liegt in der Mitte zwischen vier Autospuren ein bis zur Königsallee (Westseite) mit Bäumen bestandener Mittelstreifen.
In den Gebäuden an der Straße ab Carlsplatz sind Geschäfte und Büros vorhanden. Auf der Südseite der Straße liegt zwischen Kasernenstraße und Breite Straße die Commerzbank AG. Über deren Eingang zum Schalterbetrieb an der südöstlichen Straßenecke zur Breite Straße ist das flache Eckgebäude mit einer markanten Rotunde geschmückt. Auf der anderen südlichen Straßenseite bis zur Königsallee folgen Gebäude der Deutsche Bank AG, wobei das südöstliche Eckgebäude ebenfalls eine Rotunde besitzt. Gegenüber auf der Nordseite zwischen Kasernenstraße und Breite Straße wurde Anfang der 2000er Jahre das neue Benrather Karree errichtet. Danach bis zur Königsallee folgt der Gebäudekomplex der ehemaligen Dresdner Bank, die nach 2000 von der Commerzbank übernommen wurde und die inzwischen dieses Bürogebäude benutzt.

## Geschichte

### Bis 1900

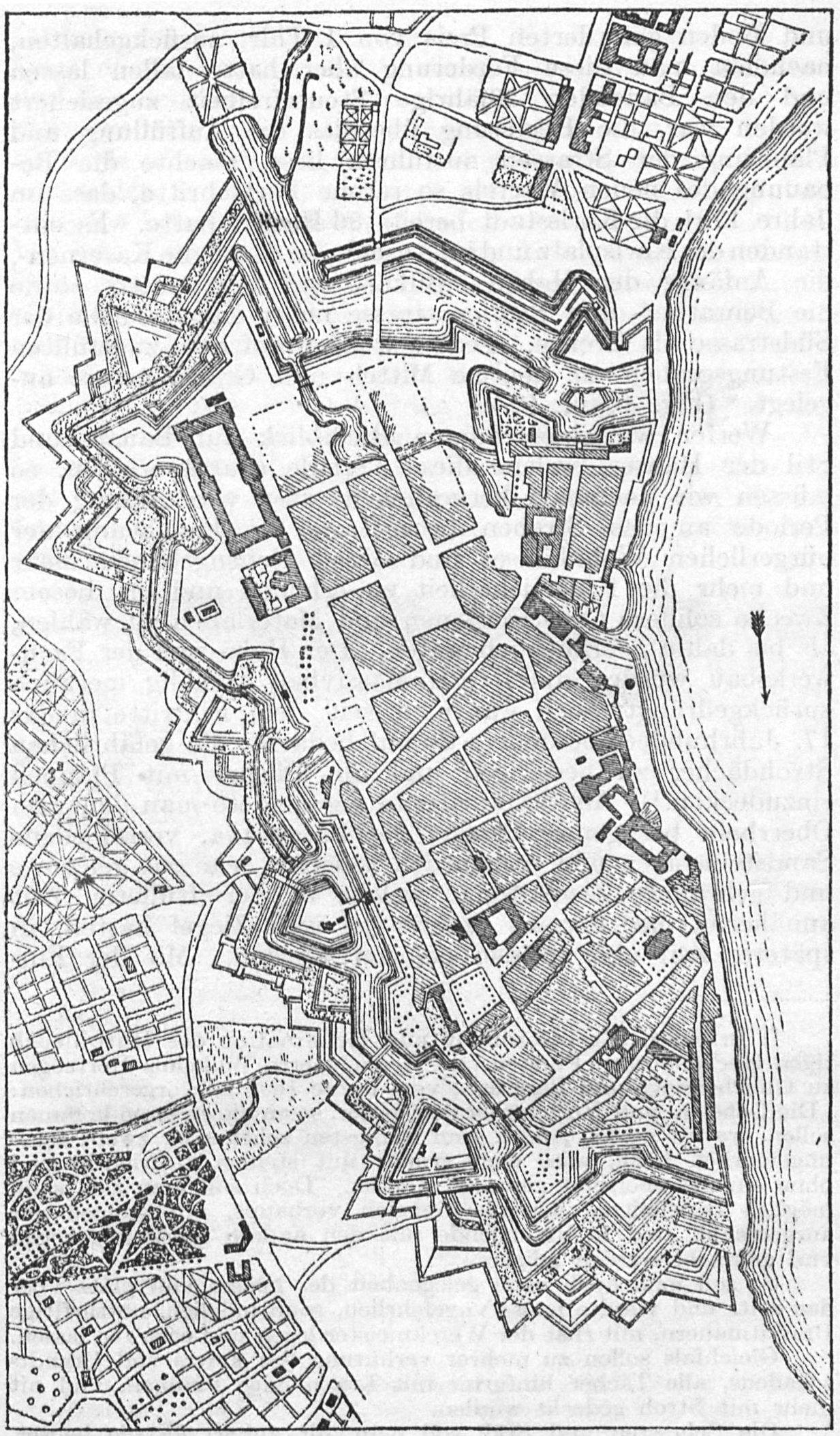
Stadtgebiet nach Anlegung der Carlstadt 1796

Bereits vor 1785 und Beginn der Anlegung des neuen Stadtbereiches „Carlstadt“ unter Kurfürst Karl Theodor wurde in alten Veröffentlichungen um 1770 sowohl von einer „Benrather Strassen nahe dem Flingerthor“ wie auch von an dieser Straße liegenden vereinzelten Steinhäusern mit Gärten und Stallungen berichtet. Entsprechend den Hinweisen in den „Gülich und bergischen Nachrichten“ in den 1770er Jahren lagen diese Häuser „nahe der Flinger Straße“ und östlich vor den Festungsanlagen und Schutzgewässern.

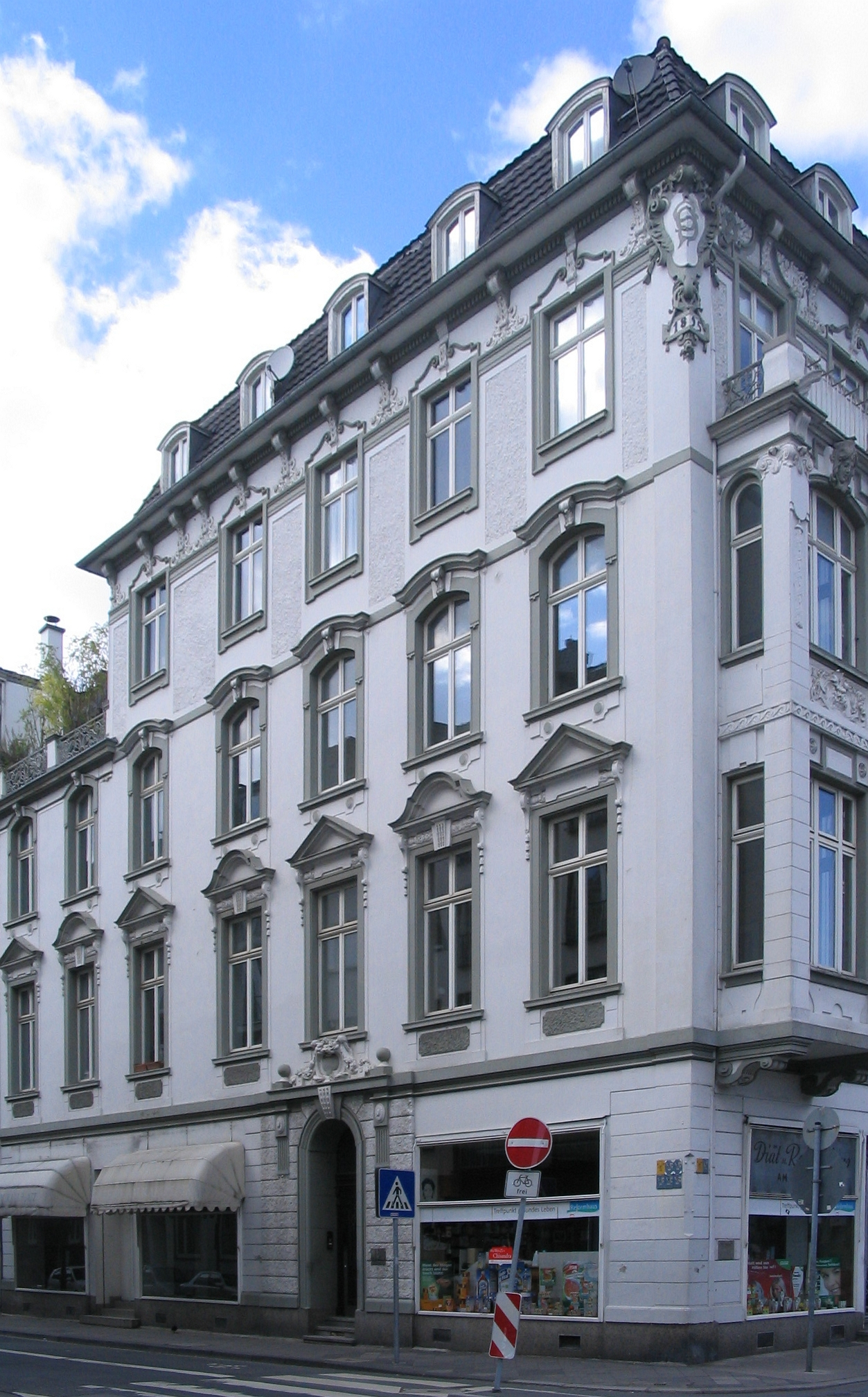
Eckgebäude Benrather Straße Nr. 6b am Carlsplatz

Eine planmäßige Anlegung und Erschließung eines neuen Stadtbereiches innerhalb der erweiterten Stadtbefestigungen begann ab 1785 mit dem Abriss der alten Stadtmauern und der Auffüllung davor liegenden Schutzgewässer südlich der Wallstraße. Hierbei wurde auch die Benrather Straße nach 1787 als neue Straße von der St,-Antonius-Kirche (später in Max-Kirche umbenannt) im Gebiet der Citadelle bis zu den neuen Stadtbefestigungen mit deren vorgelagerten Schutzgewässern im Osten der Stadt angelegt. Offiziell wurde ab 1807 diese neue Straße Benrather Straße genannt.
Zeitnah begann auch die Errichtung von Häusern an der neuen Straße. Da sowohl der Grundstückspreis mit einem Taler je Quadratrute günstig war, wie auch für einen Neubau 20 Jahre Steuerfreiheit gewährt wurden, war schon 1788 ein Eckhaus an der Benrather Straße am südlichen Ende des Carlsplatzes nachweisbar. Weiterhin waren bis 1791 bereits 81 Gebäude im neuen Stadtgebiet errichtet worden.
Gleichzeitig mit dem Bau der Gebäude wurden auch neue Straßen im Neubaugebiet angelegt, zu denen auch die Benrather Straße gehörte. Der erschlossene und bebaute Bereich dieser Straße endete zuerst vor dem Gebiet der später angelegten Breite Straße. Wie aus dem Stadtplan von 1796 ersichtlich, waren anfangs bis Ende des 18. Jahrhunderts nur Häuser im westlichen Bereich der Straße errichtet worden. Im östlichen Teil der Straße vor der Stadtbefestigung lag südlich der Straße ein Kasernengelände mit Militärhospital und der Garnisonskirche St. Anna. Gegen Ende des 18. Jahrhunderts und mit der fortgeschrittenen Bebauung der nördlicheren Bereichen der Carlstadt wurde in der Verlängerung der Benrather Straße der Graben vor der Josephus Bastion mit einer hölzernen Brücke überspannt, einem Vorläuferbauwerk der späteren Benrather Brücke aus Steinen.
Nach 1810 mit der Anlegung des nördlichen Teils der Breite Straße begann auch die Bebauung des nordöstlichen Abschnittes der Benrather Straße bis zur Kanalstraße. 1859 war folgende Bebauung an der Straße nachweisbar: Auf der Südseite der Straße lagen vom Maxplatz bis zum Carlsplatz die Häuser Nr. 1 bis 7a. Vom östlichen Ende des Platzes und dem Beginn der Hohe Straße folgten bis zur Kasernenstraße die Häuser Nr. 9 bis 17. Nach der Kreuzung lag auf der südlichen Straßenseite bis zur Kanalstraße unverändert das Kasernengelände. Auf der Nordseite waren bis zum Carlsplatz die Häuser Nr. 2 bis 6 gebaut. Zwischen Bilker Straße und Hohe Straße gehörten die Gebäude mit der Hausnummer 8 bis 12 zum Carlsplatz. Nach der Kreuzung mit der Hohe Straße folgten bis zur Kasernenstraße die Gebäude Nr. 8 bis 14, danach bis zur Breite Straße Nr. 16 bis 22 und bis zur Kanalstraße die Häuser Nr. 24 bis 30. Die Bebauung betraf überwiegend Miethäuser aber auch Gebäude mit Fabriken für Öfen (Nr. 13), Pianos (Nr. 24) und Tapeten (Nr. 26) oder Verkaufsläden für Zigarren (Nr. 10) und Obst und Gemüse (Nr. 28) und eine Gastwirtschaft (Nr. !4).
In den 1880er Jahren wurde wie in der gesamten alten Kernstadt auch an der Benrather Straße Modernisierungen für die Straßenpflasterunjg und die Entwässerung durchgeführt. Dies erfolgte zu folgenden Terminen:
- Verlegung neuer Straßenpflaster 1870/71.
- Bau neuer Schwemmkanäle für die Entwässerung der Häuser und der Straße 1885/86. Mit dem Bau der neuen Schwemmkanäle wurde zusätzlich das Sanitärabwasser abgetrennt über neue Tonrohre gesondert abgeleitet.
- Zusätzlich wurde 1887/89 ein Regenwasser-Auslasskanal vom Maxplatz zur Kanalstraße verlegt.

### Ab 1900

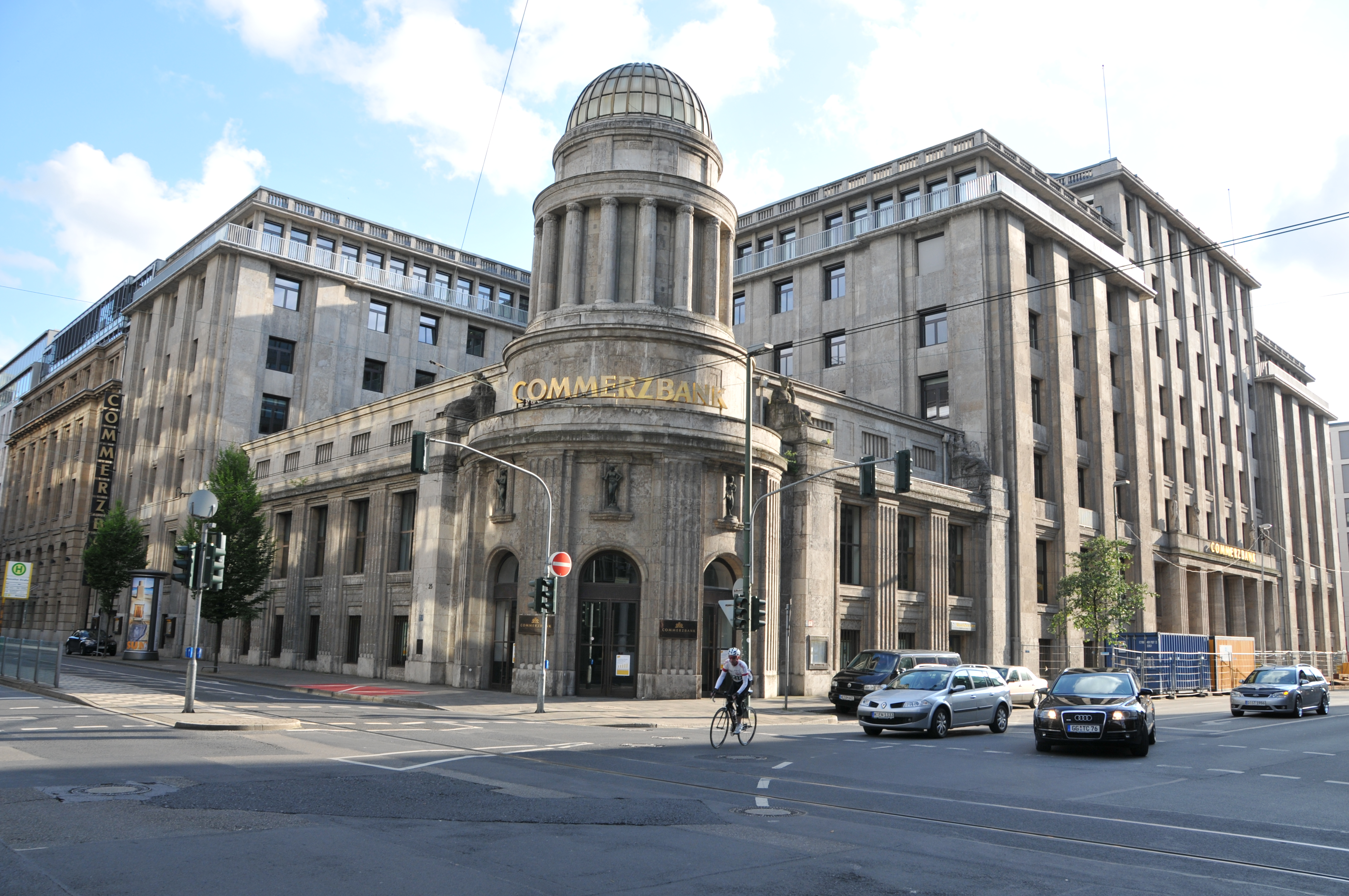
Commerzbank, Blick rechts Richtung Kasernenstraße

Ab Ende des 19. Jahrhunderts verhandelte die Stadt Düsseldorf mit dem Militärfiskus über eine Verlegung des Kasernengeländes zwischen Kasernenstraße und dem Stadtgraben. Nach der vertraglichen Einigung vom 17. Mai 1900 kaufte die Stadt das Gelände. Die gesamte militärische Infrastruktur einschließlich der Kirche St. Anna wurden abgerissen und es begann die urbanen Erschließung des Geländes. Die Bebauung der Südseite der Benrather Straße zwischen Kasernenstraße und dem Stadtgraben erfolgte nach 1904. Hier wurden damals folgende Gebäude errichtet:
- Rheinhof, Benrather Straße 29: 1906 wurde an der östlichen Ecke Benrather Straße Nr. 29 mit Breite Straße Nr. 20 von der „Rheinhof-Sparfeuerversicherungsgesellschaft“ ein Eckgebäude errichtet. In diesem Gebäude mit Zugängen von beiden Straßenseiten aus waren neben den Büros der Versicherungsgesellschaft, ein Restaurant und der Saal der Düsseldorfer Börse vorhanden.[9] Der Börsenhandel wurde ab 1908 von der Düsseldorfer Börse in diesem Saal durchgeführt.[10]
- Gebäude Königsallee 45: 1905 wurde an der Königsallee (West) und südliche Ecke Benrather Straße ein Gebäude im neoklassizistischen Stil von der Bergisch-Märkischen Bank errichtet. Der Bankbetrieb in diesem Gebäude war ab 1906 nachweisbar. 1914 fusionierte die Bank mit der Deutschen Bank.[11]
- Barmer-Bankverein-Gebäude Breite Straße 25: 1911 errichtete der Barmer Bankverein, der 1932 mit der Commerzbank fusionierte, für ihre Düsseldorfer Niederlassung einen neuen Gebäudekomplex an der Breite Straße Ecke Benrather Straße. Die Eröffnung der Filiale erfolgte zum 1. April 1912.[12]

Neben der neuen Bebauung der Südostseite der Straße wurden ab Ende des 19. Jahrhunderts vielfach Häuser aus der ersten Bauphase abgerissen und durch neue Gebäude ersetzt. 1914 sah die Bebauung der Benrather Straße wie folgt aus:
- Bereich Maxplatz bis Bilker Straße: Die Häuser auf der Südseite Nr. 1 bis 7 waren Miethäuser und in Gebäude Nr. 7 war eine Wirtschaft vorhanden. Auf der Nordseite mit Nr. 2 bis 6b lagen ebenfalls Miethäuser und in Nr. 2 war ein Metzgerladen nachweisbar.
- Bereich Carlsplatz: Die Häuser auf der Südseite des Carlsplatzes hatten die fortlaufenden Nummern 7 bis 11 und waren Miethäuser zum Teil mit Läden. In Nr. 10 lag eine Kunsthandlung und in Nr. 11 ein Teppichladen.[14]
- Bereich Hohe Straße bis Kasernenstraße: Auf der Südseite lagen Häuser mit Mietwohnungen und Läden. Folgende Geschäfte waren nachweisbar: ein Lodengeschäft in Nr. 9, ein Teppichladen in Nr. 11, ein Geschäft für Damenkonfektion in Nr. 13, der Verkaufsladen einer Brotfabrik in Nr. 15 und ein Konfitürengeschäft in Nr. 17. Auf der Nordseite und den Gebäuden mit den Nummern 8 bis 14 waren neben den Mietwohnungen nur in Nr. 8 ein Spielwarenlagen und in Nr. 10 ein Blumenladen vorhanden.
- Bereich Kasernenstraße bis Breite Straße: Auf der Südseite der Benrather Straße lagen, wie bereits angeführt, die Gebäude des Barmer Bankvereins und der Bayrische Hypotheken- und Wechselbank. Auf der Nordseite lagen die Gebäude Nr. 16 bis 22.
- Bereich Breite Straße bis Königsallee-West: Gegenüber dem Bankverein Barmen lag unverändert auf der Südseite der Benrather Straße das Eckhaus mit der Breite Straße Nr. 20, der Gebäudekomplex vom Rheinhof. Östlich daneben erstreckte sich der Gebäudekomplex Königsallee Nr. 45. Letztere war unverändert eine Bankfiliale, die inzwischen unter „Deutschen Bank“ firmierte. Letztere war auch Eigentümer des Rheinhof-Gebäudes geworden. Auf der Nordseite waren die Häuser Nr. 24 bis 36 angeordnet, die bis auf das Gebäude an der Kanalstraße Miethäuser waren. Im Eckhaus Nr. 37 lag bis 1935 das Hotel Lennarts, das 1936 von Josef Tigges umgebaut wurde. Nach dem Umbau war in dem Gebäude zusätzlich das Restaurant „Tigges am Brückchen“ eröffnet worden.[15]

1934 wurde die Benrather Straße in Hermann-Göring-Straße umbenannt.

### Ab 1945

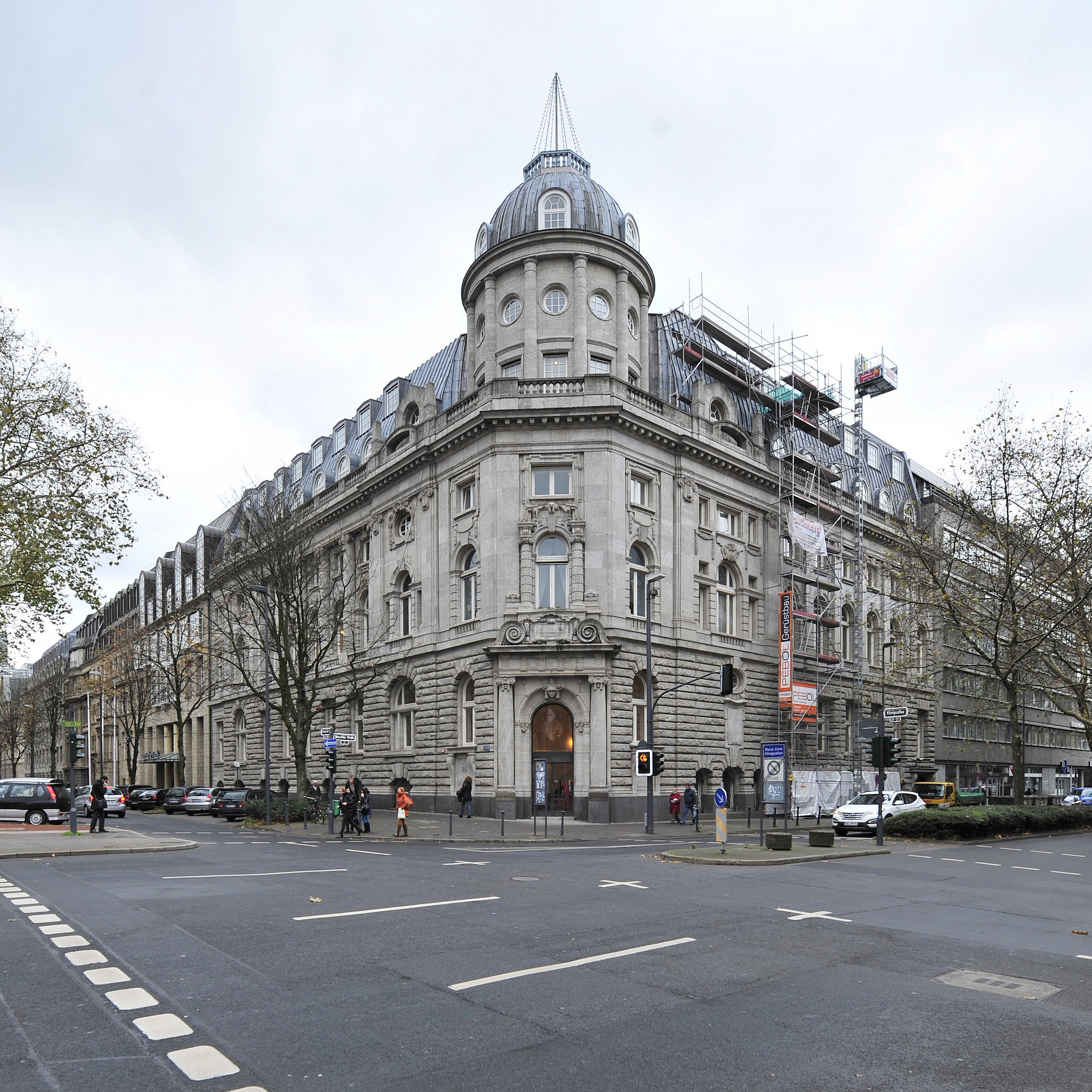
Düsseldorf Eckhaus Königsallee Nr. 45/Benrather Straße

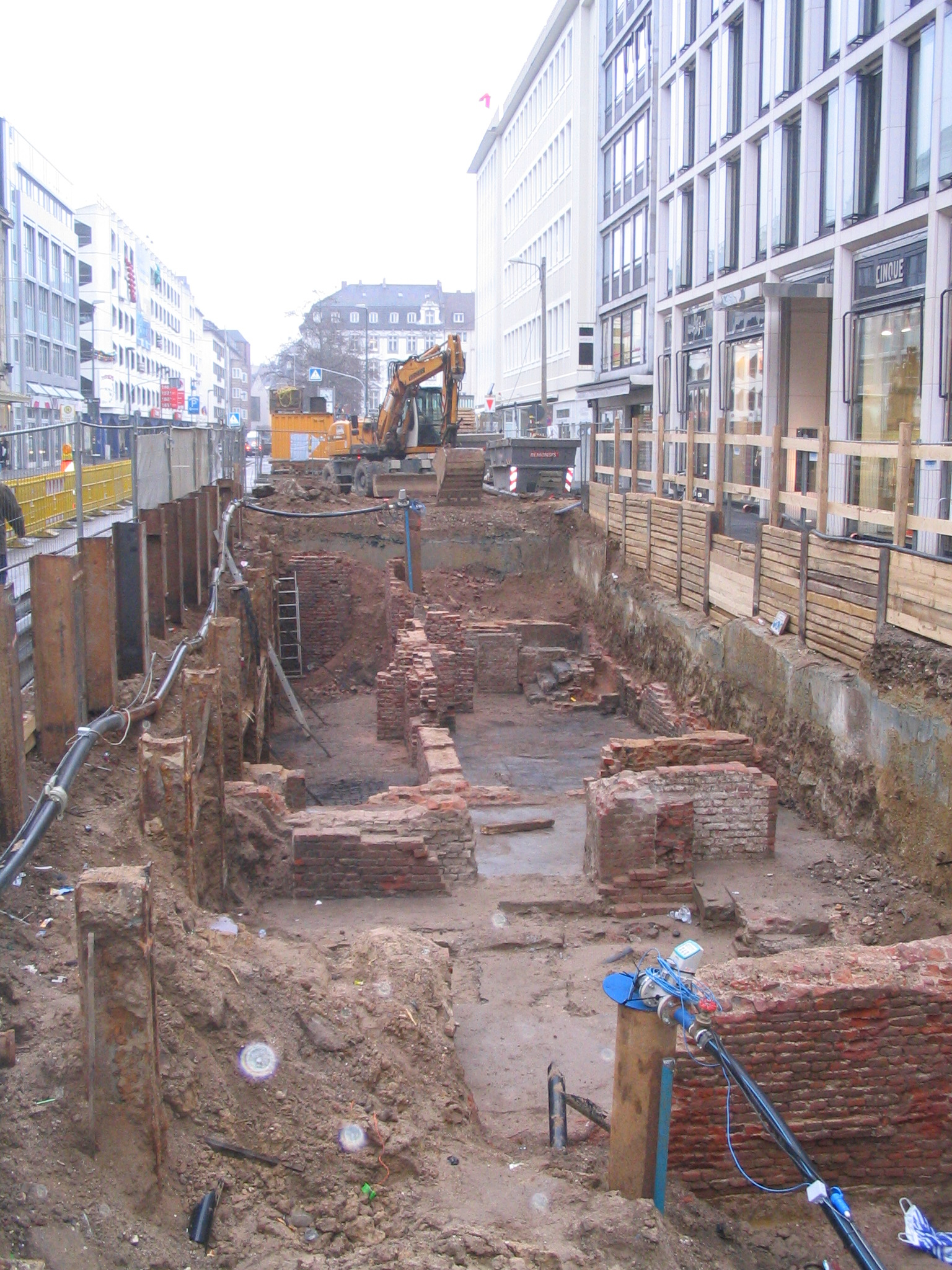
Düsseldorf, Ausgrabung Kasernenstraße Ecke Benrather Straße, Februar 2012 (4)

Aus dem Falke-Stadtplan von 1949 ist ersichtlich, dass auch im Bereich der gesamten Benrather Straße viele Gebäude im Krieg bis 1945 entweder stark beschädigt oder weitgehend zerstört worden waren. Nach der teilweise provisorischen Wiederherstellung der Gebäude wurden einige später abgerissen und durch Neubauten ersetzt. Bemerkenswerte Neubauten waren beispielsweise:
Das Eckgebäude Beginn Hohe Straße/Carksplatz, Postalisch Carlsplatz Nr. 14/15 und Benrather Straße Nr. 8, ist das neugebaute „Calspplatz Carree“ mit verschiedenen Läden. Bis zum Abriss um 2000 lag das nach dem letzten Weltkrieg im nordöstlichen Bereich der Benrather Straße errichtete Gebäude der Bank für Gemeinwirtschaft mit der Nummer Breite Straße 13. Diese Immobilie wurde mit weiteren anliegenden Gebäuden abgerissen und durch einen aktuellen Neubau ersetzt. Dieser neue nördliche Gebäudekomplex zwischen Kasernenstraße und Breite Straße ist das nach 2000 gebaute „Benrather Karree“. Der große kombinierte Geschäfts- und Bürokomplex wurde bis September 2003 fertig gestellt. Der U-förmige Komplex hat postalisch die Nummer Benrather Straße 18 und 20 und erstreckt sich seitlich bis in die Kasernen- und die Breite Straße.
Das Eckgebäude Benrather Straße/Breite Straße Nr. 20 wurde 1967 von der Deutschen Bank durch einen Neubau ersetzt. Der Gebäudekomplex Königsallee Nr. 45, der sich bis an das Eckgebäude an der Benrather Straße erstreckt, wurde 1983 umgebaut. Das Gebäude wurde dabei um 2 Stockwerke erhöht und zusätzlich eine Rotunde über dem Eckportal neu errichtet.
Fundamente der ehemaligen Miethäuser Nr. 12 und 14 aus dem 19. Jahrhundert wurden bei Tiefbauarbeiten für den U-Bahnbau im Bereich Kasernenstraße/Benrather Straße 2012 freigelegt.

## Ausblick
Seit Anfang 2017 ändert sich durch den derzeitigen großflächigen Um- und Neubau von Gebäude im Karree Königsallee, Benrather Straße und Breite Straße das Erscheinungsbild. Betroffen sind die Gebäude Königsallee Nr. 45 bis 55 und Breite Straße Nr. 20 bis 32. Die Häuser Breite Straße Nr. 20 bis 32 wurden im Sommer 2017 abgerissen und werden durch Neubauten ersetzt. Die bereits umgebauten Gebäude an der Königsallee werden modernisiert. Hier entsteht das neue Kö-Quartier, das vom amerikanischen Investors Hines erworben wurde und der die Modernisierungen und Neubauten durchführen lässt.(Stand Oktober 2017)